# Diolkos

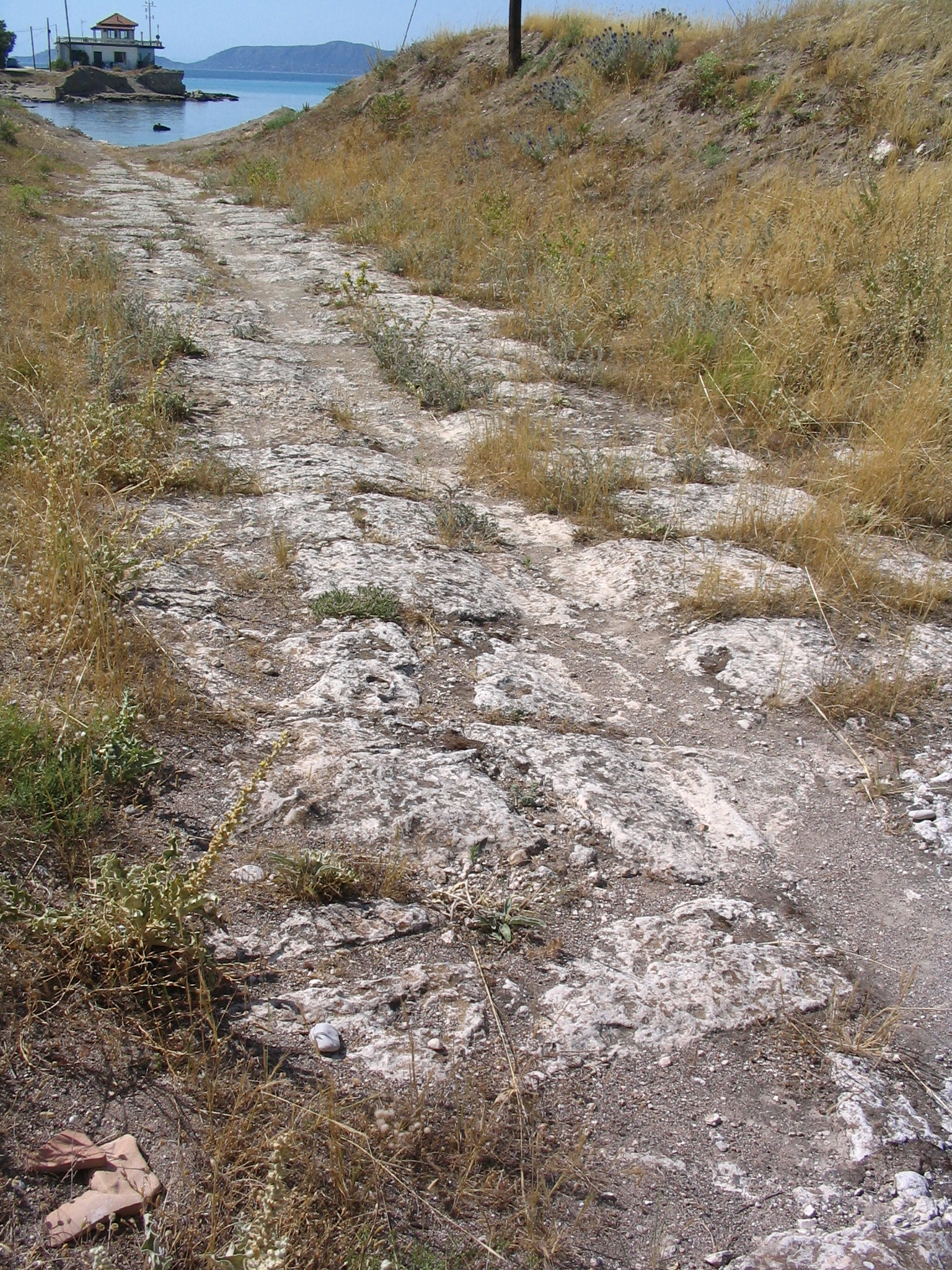
Odkryty fragment diolkosu

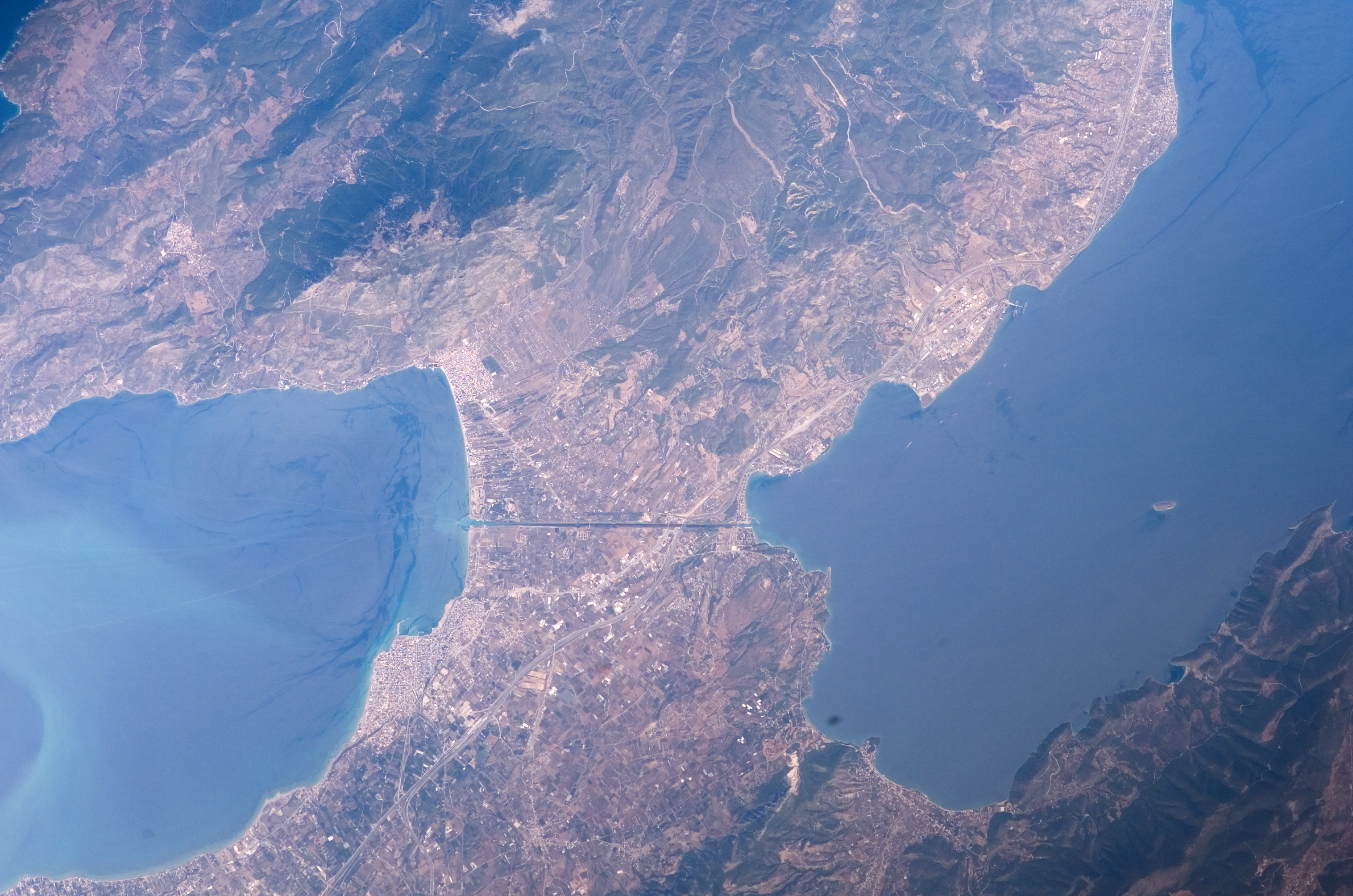
Zdjęcie satelitarne Przesmyku Korynckiego

Mapa południowej Grecji

Diolkos (gr. δίολκος, od διά „przez” i ὁλκός „ciągnięcie”) – kamienna droga o długości 5,5–9 km w pobliżu Koryntu w Grecji, która w okresie starożytnym (od ok. 600 p.n.e. do 150 n.e.) była używana do transportu statków, okrętów i towarów z Kenchreai w Zatoce Sarońskiej do Lechaion w Zatoce Korynckiej, w poprzek Przesmyku Korynckiego. 

## Konstrukcja
Diolkos przebiegał w najwęższym miejscu Przesmyku Korynckiego (w pobliżu jego trasy powstał nowożytny Kanał Koryncki) i był drogą wykonaną z kamienia wapiennego, szeroką na około 3,5–6 m, która jedynie na krańcach poszerzała się do około 10 m. Wzdłuż całego diolkosu przebiegały dwa równoległe, głębokie rowki (bruzdy), położone w odległości 1,5 m. Ze względu na swój charakter diolkos jest nazywany protoplastą kolei. 
Prawdopodobnie konstrukcja nie służyła do transportu statków handlowych, a jedynie wyładowywanych z nich towarów, gdyż takie jednostki były zbyt ciężkie do transportu. Możliwe jednak, że były one transportowane po uprzednim opróżnieniu ładowni, których zawartość przewożono oddzielnie. Jednocześnie przez diolkos przeprowadzano okręty wojenne, które miały mniejszą masę niż statki handlowe. Statki najprawdopodobniej były transportowane na ciągniętych przez ludzi lub zwierzęta kołowych platformach, na które trafiały za pomocą toczenia po drewnianych balach. 
Używanie diolkosu nie tylko przyśpieszało transport na tym odcinku, ale umożliwiało też omijanie niebezpiecznych dla żeglugi miejsc wokół Peloponezu. 

## Historia
Diolkos powstał po nieudanych próbach wybudowania w tym miejscu kanału, a jako jego twórcę wskazuje się często Periandera, tyrana Koryntu, gdyż na podstawie wykopalisk czas powstania drogi określono na przełom VII i VI wieku p.n.e. Już historyk Tukidydes (V w. p.n.e.) w swoich pracach określał diolkos jako starodawną konstrukcję. 
Znanych jest co najmniej kilka odnotowanych przypadków wykorzystania diolkosu do przerzutu okrętów wojennych, między innymi przez Spartan w 428 r. p.n.e. i 411 r. p.n.e. podczas wojen przeciw Atenom, w 220 r. p.n.e. przez Demetriusza z Faros, w 217 r. p.n.e. przez macedońskiego króla Filipa V oraz w 31 r. p.n.e. przez Oktawiana po bitwie pod Akcjum. Również bizantyński admirał Niketas Oryphas przeprowadził swoją flotę przez Przesmyk Koryncki, jednak już inną trasą. 
Dzięki remontom pozostawał w użyciu do połowy I wieku n.e., kiedy wzmianki o nim przestały się pojawiać. W tym okresie zaczęły być wykorzystywane większe jednostki, co uczyniło diolkos bezużytecznym. Możliwe również, że było to skutkiem zleconej przez Nerona budowy kanału przez Przesmyk Koryncki, podczas której niektóre odcinki diolkosu mogły zostać zniszczone. Jednocześnie budowa kanału nie została ukończona z powodu śmierci cesarza. Jako inną datę zakończenia użytkowania wapiennej drogi podaje się rok 150.
Diolkos został odkryty w latach 50. XX wieku, gdy podczas wykopalisk odsłonięto jego kamienną konstrukcję. Prace prowadziło Greckie Towarzystwo Archeologiczne.